# توكل أباد (بياض)
توكل أباد (بالفارسية: توکل‌آباد) هي قرية تقع في إيران في قسم بیاض الريفي. يقدر عدد سكانها بـ 38 نسمة .